# Статті Одинця
Статті Одинця — проєкт нової міждержавної угоди, запропонованої представниками козацької старшини Московському царству в грудні 1659 року. Ухвалені на Чигиринській старшинській раді з метою скасування цілого ряду найбільш неприйнятних статей Переяславської угоди, насамперед, положення про перебування воєвод із залогами в українських містах.

## Посольство
До Москви було відряджене посольство на чолі з черкаським полковником Андрієм Одинцем. Склад посольства був доволі представницький, що свідчило про розуміння козацькою елітою необхідності досягнути позитивних результатів на переговорах для подальшого
поступу української державності.
23 грудня 1659 р. у Посольському приказі козацькі делегати від імені гетьмана, полковників і всього старшого і меншого товариства Війська Запорозького оголосили привезені пропозиції.
20 січня 1660 р. на прощальній аудієнції в Посольському приказі козацьким делегатам оголосили указ щодо незмінності царської волі у питанні воєвод з гарнізонами. Українські посли намагалися відмовити московський уряд від направлення воєводи до Умані, але знову безуспішно. Місія козацького посольства зазнала повної невдачі.

## Основні вимоги
- Щоб московські воєводи «…опричь Кіева и Переяславля въ иныхъ украинныхъ… городехъ не были и не наезжали…», за виключенням тих випадків, коли царські війська прибудуть на Україну для допомоги в обороні від зовнішнього ворога і це буде продиктоване військовою необхідністю.
- Щоб всі наявні на той час в Києві, Переяславі, Чернігові та Ніжині московські війська разом з козацькими полками, не чекаючи царського указу, терміново виступили на Правобережжя.